# Blažim (okres Plzeň-sever)
Blažim (německy Blaschin) je obec v okrese Plzeň-sever v Plzeňském kraji. Žije v ní 64 obyvatel.

## Název
Název vesnice vznikl přivlastňovací příponou z osobního jména Blažim ve významu Blažimův dvůr. V historických pramenech se jméno vsi objevuje ve tvarech: Sblasin (1183), Sblasino (1185), Zblasim (1395), z Blažimě (1440), z blazina (1461), Blażino (1546), „postupuje vsí… blazyna“ (1570), Plaschin (1694, 1838) a Plačín nebo Plaschin (1854–1923).

## Historie
První písemná zmínka o obci pochází z roku 1183 (darovací listina knížete Bedřicha johanitskému řádu). V seznamu poddaných na panství Jana Bedricha ze Švamberka z roku 1651 je udáno 79 obyvatel obce Blažim (chybí údaj o dětech ve věku do 5 let). Podle berní ruly panství Švamberk roku 1655 žilo v Blažimi 15 sedláků.

## Obyvatelstvo

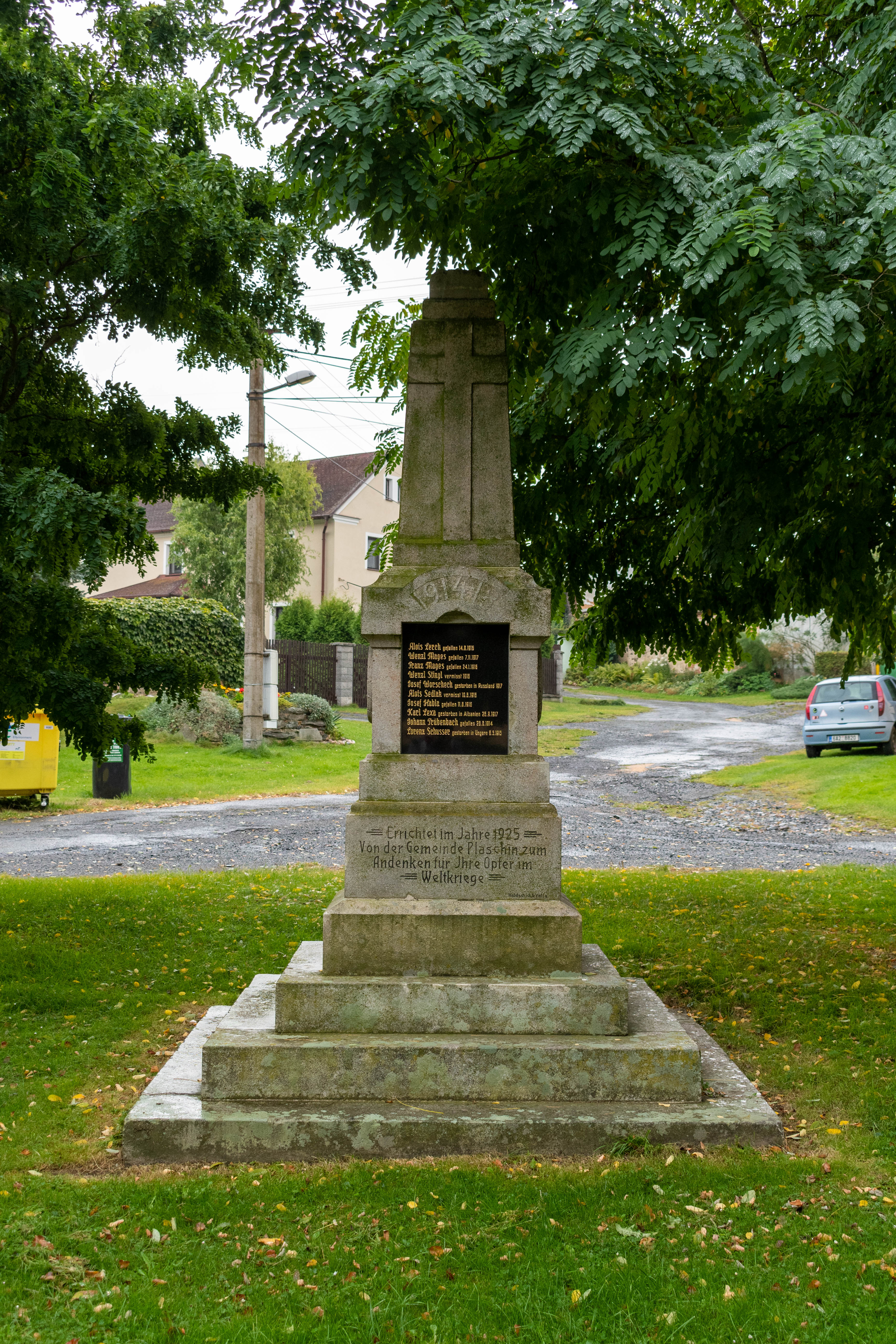
Památník obětem válek

Při sčítání lidu v roce 1921 zde žilo 228 obyvatel (z toho 95 mužů), z nichž bylo 227 Němců a jeden cizinec. Všichni se hlásili k římskokatolické církvi. Podle sčítání lidu z roku 1930 měla vesnice 225 obyvatel: jednoho Čechoslováka, 222 Němců a dva cizince. I tentokrát všichni byli římskými katolíky.
| Rok            | 1869 | 1880 | 1890 | 1900 | 1910 | 1921 | 1930 | 1950 | 1961 | 1970 | 1980 | 1991 | 2001 | 2011 | 2021 |
| -------------- | ---- | ---- | ---- | ---- | ---- | ---- | ---- | ---- | ---- | ---- | ---- | ---- | ---- | ---- | ---- |
| Počet obyvatel | 216  | 230  | 217  | 227  | 223  | 228  | 225  | 111  | 119  | 100  | 104  | 79   | 86   | 57   | 63   |
| Počet domů     | 33   | 39   | 38   | 42   | 43   | 42   | 45   | 41   | 26   | 25   | 25   | 24   | 26   | 26   | 26   |

## Obecní správa
Mezi lety 1850–1879 patřila Blažim jako osada obce k Pláni v okrese Teplá. V letech 1880–1960 byla obcí v okrese Teplá (1880–1890), posléze v okrese Planá (1900–1930), poté v okrese Stříbro (1950) a později v okrese Plzeň-sever. V letech 1960–1985 patřila jako část obce k Ostrovu u Bezdružic. Od 1. ledna 1986 do 23. listopadu 1990 patřila jako část obce ke Krsům a od 24. listopadu 1990 je opět samostatnou obcí.

### Obecní symboly
Znak a vlajka byly obci uděleny rozhodnutím předsedkyně Poslanecké sněmovny Parlamentu České republiky dne 4. října 2012.